# Liga Tandilense de fútbol
La Liga Tandilense de fútbol es una liga regional de fútbol con jurisdicción sobre el partido de Tandil en la Provincia de Buenos Aires, Argentina, que posee su sede en Av. Rivadavia 350 de la ciudad de Tandil, en el Estadio Municipal Gral. San Martín.
Por su característica de liga regional está indirectamente afiliada a la Asociación del Fútbol Argentino, y se desarrolla en el quinto nivel dentro del sistema de ligas del país.
Actualmente los equipos de la Liga Tandilense compiten en la Unión Regional Deportiva, siendo la liga que más clubes aporta con catorce. Los clubes afiliados a la LTF son: Defensores del Cerro, Deportivo Tandil, Excursionistas, Ferrocarril Sud, Gimnasia y Esgrima, Grupo Universitario, Independiente, Juventud Unida, Loma Negra (Barker), San José, Ramón Santamarina, Universidad Nacional del Centro, Unión y Progreso y Velense (María Ignacia Vela).
La Liga Tandilense tiene representación a nivel nacional, a través del Club Ramón Santamarina en el Torneo Federal A —tercera categoría—.
El primer campeón fue Jorge Newbery en 1919, y el más laureado es Santamarina con 31 ligas.

## Historia
Su primer torneo fue disputado en 1919, siendo ganado por Jorge Newbery.
Con el paso del tiempo, el torneo fue predominado por Santamarina, quien llegó a hacerse de 8 títulos seguidos entre 1959 y 1966, seguido de Ferrocarril Sud.
En 1974, la Liga tiene su primera participación en la AFA, con la clasificación de Santamarina al Torneo Regional, certamen organizado por el Consejo Federal para los clubes del interior, que otorgaba plazas al Campeonato Nacional de la Primera División de la AFA. Otros clubes que participaron en los años siguientes fueron Racing, Excursionistas, Ferrocarril Sud, La Movediza e Independiente.
En 1985, Santamarina se convirtió en el primer representante de la Liga en la máxima categoría del fútbol argentino, cuando se clasificó al Campeonato Nacional 1985.

## Clubes registrados
En la actualidad, la Liga Tandilense de Fútbol cuenta con catorce equipos afiliados directamente, los cuales a excepción del Club Defensores del Cerro, están disputando las competencias oficiales organizados por la institución.
| Club                                       | Ciudad     | Torneos ganados LTF | Torneos ganados URD |
| ------------------------------------------ | ---------- | ------------------- | ------------------- |
| Club y Biblioteca Ramón Santamarina        | Tandil     | 31                  | 1                   |
| Club Atlético y Biblioteca Ferrocarril Sud | Tandil     | 18                  | 3                   |
| Club Independiente                         | Tandil     | 9                   | 5                   |
| Club Social y Deportivo Excursionistas     | Tandil     | 5                   | 1                   |
| Club Grupo Universitario                   | Tandil     | 4                   | 0                   |
| Club Social y Deportivo Loma Negra         | Barker     | 3                   | 0                   |
| Club Gimnasia y Esgrima                    | Tandil     | 3                   | 0                   |
| Club Defensores del Cerro                  | Tandil     | 0                   | 0                   |
| Club Social y Deportivo Tandil             | Tandil     | 0                   | 0                   |
| Club Deportivo San José                    | Tandil     | 0                   | 0                   |
| Universidad Nacional del Centro (UNICEN)   | Tandil     | 3                   | 0                   |
| Sociedad de Fomento Unión y Progreso       | Tandil     | 0                   | 0                   |
| Centro Social Velense                      | M. I. Vela | 0                   | 0                   |
| Club Social y Deportivo Villa Aguirre      | Tandil     | 0                   | 0                   |

## Tabla histórica de títulos

### Liga Tandilense de Fútbol
| Año  | Campeón           |
| 1919 | Jorge Newbery     |
| 1920 | Jorge Newbery     |
| 1921 | Sarmiento         |
| 1922 | Ferrocarril Sud   |
| 1923 | Ferrocarril Sud   |
| 1924 | Ramón Santamarina |
| 1925 | Ramón Santamarina |
| 1926 | Ramón Santamarina |
| 1927 | Ferrocarril Sud   |
| 1928 | Ramón Santamarina |
| 1929 | Independiente     |
| 1930 | Ramón Santamarina |
| 1931 | Ferrocarril Sud   |
| 1932 | Ramón Santamarina |
| 1933 | Defensa Tandil    |
| 1934 | Ferrocarril Sud   |
| 1935 | Excursionistas    |
| 1936 | Independiente     |
| 1937 | Excursionistas    |
| 1938 | Ramón Santamarina |
| 1939 | Ferrocarril Sud   |
| 1940 | 25 de Mayo        |
| 1941 | Jorge Newbery     |
| 1942 | Juarense          |
| 1943 | Excursionistas    |
| 1944 | Excursionistas    |
| 1945 | Jorge Newbery     |
| 1946 | Ferrocarril Sud   |
| 1947 | Figueroa          |
| 1948 | Ferrocarril Sud   |
| 1949 | Ferrocarril Sud   |
| 1950 | Ramón Santamarina |

| Año  | Campeón                |
| 1951 | Ferrocarril Sud        |
| 1952 | No finalizó            |
| 1953 | Ramón Santamarina      |
| 1954 | Ferrocarril Sud        |
| 1955 | Ramón Santamarina      |
| 1956 | Ramón Santamarina      |
| 1957 | Ramón Santamarina      |
| 1958 | Ferrocarril Sud        |
| 1959 | Ramón Santamarina      |
| 1960 | Ramón Santamarina      |
| 1961 | Ramón Santamarina      |
| 1962 | Ramón Santamarina      |
| 1963 | Ramón Santamarina      |
| 1964 | Ramón Santamarina      |
| 1965 | Ramón Santamarina      |
| 1966 | Ramón Santamarina      |
| 1967 | Loma Negra (Barker)    |
| 1968 | Ramón Santamarina      |
| 1969 | Defensores (Napaleofú) |
| 1970 | Ramón Santamarina      |
| 1971 | Racing (Gardey)        |
| 1972 | Loma Negra (Barker)    |
| 1973 | Ramón Santamarina      |
| 1974 | Racing (Gardey)        |
| 1975 | Excursionistas         |
| 1976 | Ramón Santamarina      |
| 1977 | Ferrocarril Sud        |
| 1978 | Ferrocarril Sud        |
| 1979 | Ramón Santamarina      |
| 1980 | Ramón Santamarina      |
| 1981 | La Movediza            |
| 1982 | Independiente          |

| Año           | Campeón                |
| 1983          | Racing (Gardey)        |
| 1984          | Ramón Santamarina      |
| 1985          | Independiente          |
| 1986          | Grupo Universitario    |
| 1987          | Ferrocarril Sud        |
| 1988          | Loma Negra (Barker)    |
| 1989          | Independiente          |
| 1990          | Alumni (Benito Juárez) |
| 1991          | Ramón Santamarina      |
| 1992          | Ramón Santamarina      |
| 1993          | Gimnasia y Esgrima     |
| 1994          | Grupo Universitario    |
| 1995          | Ferrocarril Sud        |
| 1996          | Gimnasia y Esgrima     |
| 1997          | Grupo Universitario    |
| 1998          | Grupo Universitario    |
| 1999          | Ferrocarril Sud        |
| 2000          | Independiente          |
| 2001          | Ferrocarril Sud        |
| 2002          | Ramón Santamarina      |
| 2003          | Independiente          |
| 2004          | Independiente          |
| 2005          | Independiente          |
| 2006          | Grupo Universitario    |
| 2013 Detalles | Ramón Santamarina      |
| 2022          | Ferrocarril Sud        |
| 2023          | Gimnasia y Esgrima     |

### Unión Regional Deportiva
| Año  | Campeón                                |
| 2007 | Independiente                          |
| 2008 | Independiente                          |
| 2009 | Santamarina                            |
| 2010 | Atl. Ayacucho/Def. Ayacucho            |
| 2011 | Ferrocarril Sud                        |
| 2012 | Ferrocarril Sud                        |
| 2013 | Independiente                          |
| 2014 | Atlético Ayacucho                      |
| 2015 | Independiente                          |
| 2016 | Independiente                          |
| 2017 | Excursionistas                         |
| 2018 | Sarmiento (Ayacucho)                   |
| 2019 | Ferrocarril Sud                        |
| 2020 | Cancelado por la pandemia de COVID-19. |
| 2021 | Santamarina                            |
| 2022 | Atlético Ayacucho                      |
| 2023 | Gimnasia y Esgrima                     |
| 2024 | Atlético Ayacucho                      |

## Campeonatos de la Liga Tandilense por equipo
| Equipo                   | Títulos |
| ------------------------ | ------- |
| Ramón Santamarina        | 31      |
| Ferrocarril Sud          | 19      |
| Independiente            | 9       |
| Excursionistas           | 5       |
| Grupo Universitario      | 4       |
| Jorge Newbery            | 4       |
| Gimnasia y Esgrima       | 4       |
| Loma Negra (Barker)      | 3       |
| Racing (Gardey)          | 3       |
| Alumni (Benito Juárez)   | 1       |
| La Movediza              | 1       |
| Defensores (Napaleofú)   | 1       |
| Figueroa                 | 1       |
| Juarense (Benito Juárez) | 1       |
| Defensa Tandil           | 1       |
| 25 de Mayo               | 1       |

## Campeonatos de la Unión Regional Deportiva por equipo
| Equipo               | Títulos |
| -------------------- | ------- |
| Independiente        | 5       |
| Atlético Ayacucho    | 3       |
| Ferrocarril Sud      | 3       |
| Santamarina          | 2       |
| Excursionistas       | 1       |
| Sarmiento (Ayacucho) | 1       |
| Defensores Ayacucho  | 1       |
| Gimnasia y Esgrima   | 1       |